# Frauensee
Frauensee là một đô thị trong huyện Wartburg ở bang Thüringen, Đức. Đô thị này có diện tích 19,26 km².